# MGP Nordic
MGP Nordic var en sang-konkurrence mellem børn og unge fra de nordiske lande. I konkurrencen deltog et antal sange fra deltagerlandenes lokale børne-grandprix. MGP Nordic blev første gang afholdt i 2002 i København, hvor det var danske Razz med nummeret Kickflipper der løb med sejren. I konkurrencen deltog tre sange fra hvert af landene Danmark, Sverige og Norge, i alt ni sange.

## Baggrund
Norge og Danmark trak sig ud af den fælleseuropæiske Junior Eurovision Song Contest (JESC) i 2006. Grunden var, at man var uenig med EBU i de regler, der gælder for det europæiske børne-grandprix. 
Fra 2007 var også Finland med. Der deltog således to sange fra hvert af landene Danmark, Sverige, Norge og Finland.

## Vindere af MGP Nordic og værtslande
| År   | Artikel         | Værtsland | Vinderland | Vinder          | Vindersang      |
| ---- | --------------- | --------- | ---------- | --------------- | --------------- |
| 2002 | MGP Nordic 2002 | Danmark   | Danmark    | Razz            | Kickflipper     |
| 2006 | MGP Nordic 2006 | Sverige   | Danmark    | SEB             | Tro På Os To    |
| 2007 | MGP Nordic 2007 | Norge     | Norge      | Celine          | Bæstevænna      |
| 2008 | MGP Nordic 2008 | Danmark   | Norge      | The BlackSheeps | Oro Jaska Beana |
| 2009 | MGP Nordic 2009 | Sverige   | Sverige    | Ulrik Munther   | En Vanlig Dag   |